# Nicolas Bretzel
Nicolas Bretzel (* 29. Mai 1999) ist ein deutscher Basketballspieler.

## Laufbahn
Bretzel stammt aus der Jugendabteilung des Bundesligisten Ratiopharm Ulm. Im Spieljahr 2016/17 gewann er mit den Weißenhorn Youngstars den Meistertitel, kam im Saisonverlauf aber nur zu einem Einsatz und sammelte meist in der Jugend sowie in der Ulmer Mannschaft in der 2. Regionalliga Spielerfahrung. In Weißenhorn wurden junge Spieler an Aufgaben im Ulmer Bundesliga-Kader herangeführt, nach dem Aufstieg in die 2. Bundesliga ProA erhielt die Mannschaft einen neuen Namen (Orange Academy) und wurde nach Ulm umgesiedelt. Im ersten Jahr der Zugehörigkeit zur 2. Bundesliga ProA verpasste Bretzel mit der Mannschaft den Klassenerhalt. Seinen ersten Einsatz in der Ulmer Bundesliga-Mannschaft erhielt er am 17. Dezember 2017 gegen Gießen. 2023 gewann Bretzel mit Ulm die deutsche Meisterschaft. Er kam während der Saison 2022/23 in 18 Bundesligaeinsätzen auf einen Mittelwert von 4,6 Punkten.
Im Oktober 2024 reiste er mit Ulm während der laufenden Saison in die Vereinigten Staaten und trat dort in einem Freundschaftsspiel gegen die Portland Trail Blazers an. Es war das erste Mal, dass sich eine deutsche Mannschaft in dem Land mit einem Vertreter der NBA maß. Bretzel kam gegen Portland auf zwei Punkte. In der Saison 2024/25 wurde er mit den Ulmern Zweiter der deutschen Meisterschaft, in der Endspielserie unterlag man knapp dem FC Bayern München.

### Nationalmannschaft
Anfang Juni 2018 wurde Bretzel ins Aufgebot der deutschen U20-Nationalmannschaft berufen.